# Сен-Глен
Сен-Глен (фр. Saint-Glen, брет. Sant-Glenn, галло Saent-Glen) — коммуна во Франции, находится в регионе Бретань. Департамент — Кот-д’Армор. Входит в состав кантона Плене-Жюгон. Округ коммуны — Сен-Бриё.
Код INSEE коммуны — 22296.

## География
Коммуна расположена приблизительно в 370 км к западу от Парижа, в 70 км северо-западнее Ренна, в 25 км к юго-востоку от Сен-Бриё.
Вдоль западной границы коммуны протекает река Гуэссан.

## Население
Население коммуны на 2016 год составляло 609 человек.
| 1962 | 1968 | 1975 | 1982 | 1990 | 1999 | 2008 | 2016 |
| ---- | ---- | ---- | ---- | ---- | ---- | ---- | ---- |
| 604  | 571  | 563  | 542  | 527  | 555  | 573  | 609  |

## Администрация
| Период | Период | Фамилия            | Партия | Примечания |
| ------ | ------ | ------------------ | ------ | ---------- |
| 2001   | 2008   | Ролан Ле Кеменер   |        |            |
| 2008   | 2014   | Жан-Клод Эрго      |        |            |
| 2014   |        | Жан-Франсуа Кордон |        | фермер     |

## Экономика

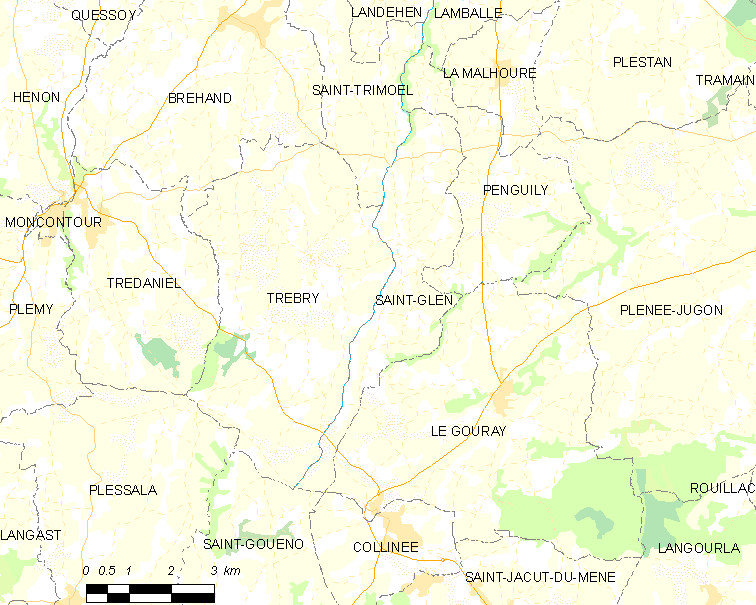
Карта коммуны

В 2007 году среди 346 человек в трудоспособном возрасте (15—64 лет) 259 были экономически активными, 87 — неактивными (показатель активности — 74,9 %, в 1999 году было 64,7 %). Из 259 активных работали 241 человек (125 мужчин и 116 женщин), безработных было 18 (11 мужчин и 7 женщин). Среди 87 неактивных 19 человек были учениками или студентами, 42 — пенсионерами, 26 были неактивными по другим причинам.